# Переліт (фільм)
«Переліт» (англ. Migration) — американський комп’ютерний анімаційний пригодницький комедійний фільм режисера Бенджаміна Реннера, співрежисера Ґайло Гомсі та сценариста Майка Вайта. Фільм створено компанією Illumination і розповсюджено Universal Pictures. Актори озвучки – Кумейл Нанджіані, Елізабет Бенкс, Аквафіна, Кіген-Майкл Кі, Девід Мітчелл, Керол Кейн, Каспер Дженнінґс, Тресі Ґазал і Денні Девіто.
Illumination анонсувала «Переліт» у лютому 2022 року, де також оголосила Реннера, Гомсі та Вайта режисером, співрежисером та сценаристом відповідно. Реннеру, який раніше створював традиційні анімаційні фільми, було доручено адаптувати свій простий стиль малювання для комп’ютерного анімаційного фільму. Наймаючи Реннера, голова студії та продюсер Кріс Меледандрі прагнув зосередитися на режисерському баченні проєкту порівняно з останніми фільмами Illumination. Джон Павелл напише музику, що стане його другою співпрацею з Illumination після «Лоракса» (2012).
Прем'єра «Перельоту» в кінотеатрах в США відбулася 22 грудня 2023 року, в Україні – 21 грудня 2023 року.

## Синопсис
Історія розповідає про сім’ю крижнів, які вирушають у відпустку всього свого життя та намагаються мігрувати з Нової Англії через Нью-Йорк до Ямайки.

## Актори озвучення
- Кумейл Нанджіані – Мак, нервовий батько-крижень
- Елізабет Бенкс – Пем, смілива та кмітлива матір крижнів
- Аквафіна – лідерка нью-йоркської голубиної банди
- Кіген-Майкл Кі – Делрой, сумний папуга з ямайським акцентом, замкнений у мангеттенському ресторані
- Девід Мітчелл – пекинська качка-йог, лідер качиної ферми
- Керол Кейн – Ерін, чапля, з якою крижні подружилися під час своєї подорожі
- Каспар Дженнінґс – Дакс, впевнений та непосидючий син-крижень
- Тресі Ґазал – Ґвен, невинна та мила донька-крижень
- Ізабела Монер – Кім, любовний інтерес Дакса
- Денні Девіто – Ден, скнара, не схильний до пригод дядько родини крижнів[6]

## Виробництво
18 лютого 2022 року Illumination анонсувала новий фільм під назвою «Переліт», режисером якого буде французький аніматор і творець коміксів Бенджамін Реннер, співрежисером – Ґайло Гомсі, а сценаристом – Майк Вайт. Раніше Реннер був режисером мальованих анімаційних фільмів «Ернест і Селестина» (2012) і «Великий злий лис та інші історії» (2017), і вже був відомим серед співробітників Illumination Studios Paris до його участі в компанії. Керівник і продюсер фільму Illumination Кріс Меледандрі найняв Реннера зрежисувати перший оригінальний проєкт студії з 2016 року за його чуттєвість у створенні фільмів, заявивши під час свого візиту на Міжнародний фестиваль анімаційних фільмів в Ансі, що «Переліт» привертає увагу режисерів порівняно з останнім фільмом Illumination «Брати Супер Маріо в кіно».
Реннеру було доручено адаптувати свій мінімалістичний стиль малювання з попередніх фільмів для комп’ютерного анімаційного фільму, який вимагає повної візуалізації та візуалізації фону. Раніше він розробив візуальне оформлення для франко-бельгійського комп’ютерного анімаційного фільму 2014 року про перелітних птахів під назвою «Махни крилом!», який був відзначений тим, що не суворо дотримувався фотореалізму. Для «Перельоту» Реннер надихався природно виразними тваринами у дикій природі, створюючи персонажів, які мають виразні риси в дизайні. Він також зазначив, що тон фільму ставатиме все напруженішим у міру розвитку історії.
26 квітня 2023 року було оголошено, що Кумейл Нанджіані, Елізабет Бенкс, Кіген-Майкл Кі, Аквафіна, Денні Девіто, Каспар Дженнінґс, Тресі Ґазал, Девід Мітчелл і Керол Кейн будуть займатися озвученням фільму, а також оголосили про декого зі знімальної групи, на кшталт співрежисера Ґайло Гомсі, монтажерки Крістіан Ґазал і художника-постановника Коліна Стімпсона.

### Музика
18 червня 2023 року було оголошено, що Джон Павелл напише музику до фільму, що ознаменує його повернення до Illumination після «Лоракса» (2012), а також його повернення до написання саундтреку до анімаційного фільму після DreamWorks Animation «Як приборкати дракона 3: Прихований світ» (2019).

## Вихід

### У кінотеатрах
Випуск Перельоту запланований на 22 грудня 2023 року у США. Раніше він мав вийти 30 червня 2023 року, але був перенесений на поточну дату виходу, оскільки «Кракен-дівча на ім'я Рубі» від DreamWorks Animation зайняла попередню дату.
14 червня 2023 року Illumination дав спеціальний 25-хвилинний попередній показ фільму «Переліт» на Міжнародному фестивалі анімаційних фільмів у Аннесі, на якому були присутні Реннер і продюсер Кріс Меледандрі.

### Маркетинг
Тизер-трейлер фільму вийшов 5 квітня 2023 року разом із попереднім фільмом Illumination «Брати Супер Маріо в кіно» і був доданий до показів вищезгаданого фільму в США.

### Домашні медіа
Згідно з 18-місячною угодою з Netflix, фільм транслюватиметься на Peacock протягом перших чотирьох місяців вікна платного телебачення, потім переміститься на Netflix протягом наступних десяти, а потім повернеться на Peacock протягом решти чотирьох місяців.